# 璧山站 (中国铁路)
璧山站位于中华人民共和国重庆市璧山区青杠街道棕树村，是成渝客运专线上的高铁站，于2015年12月26日启用营运，成都铁路局管辖。

## 站场

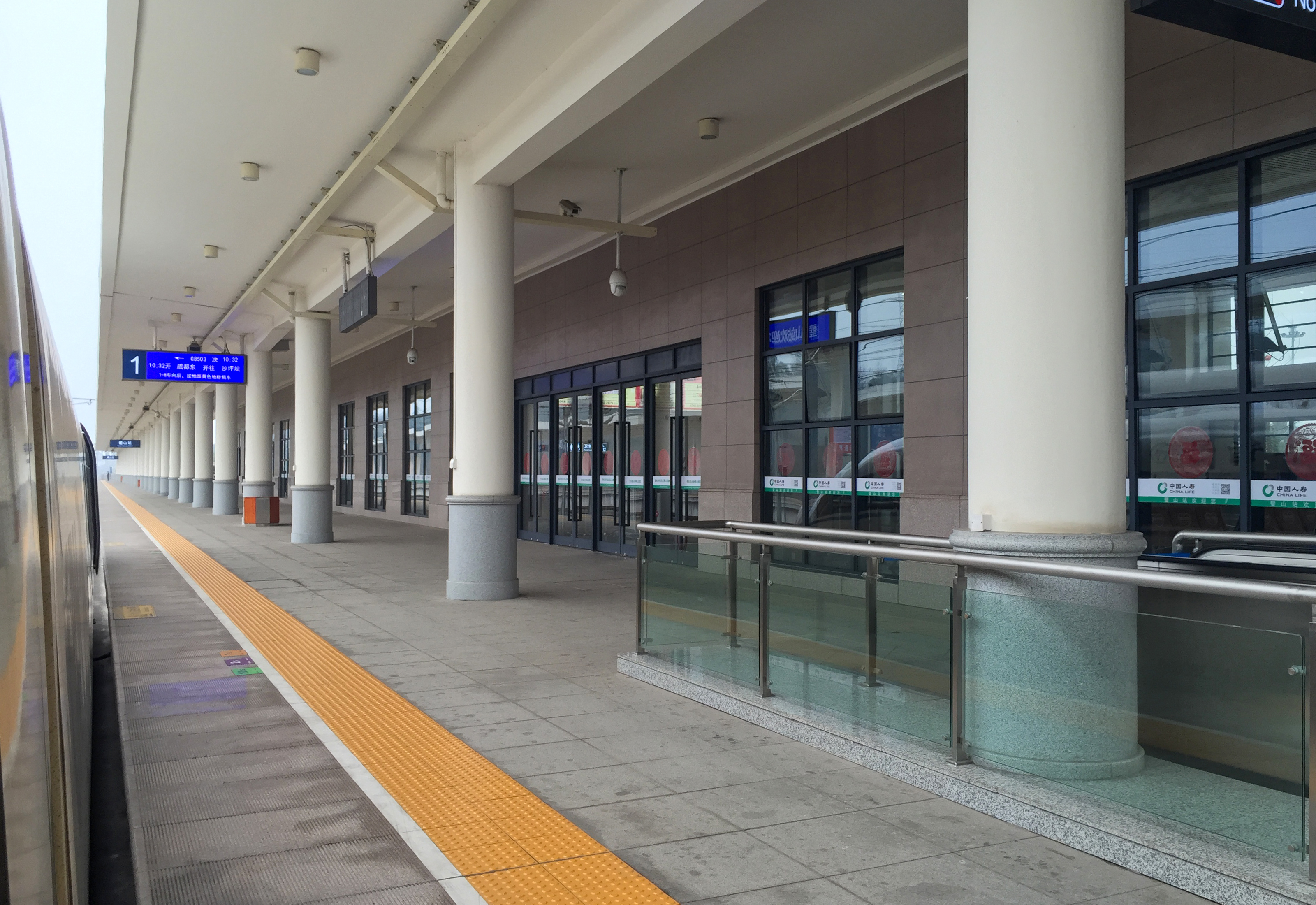
1站台
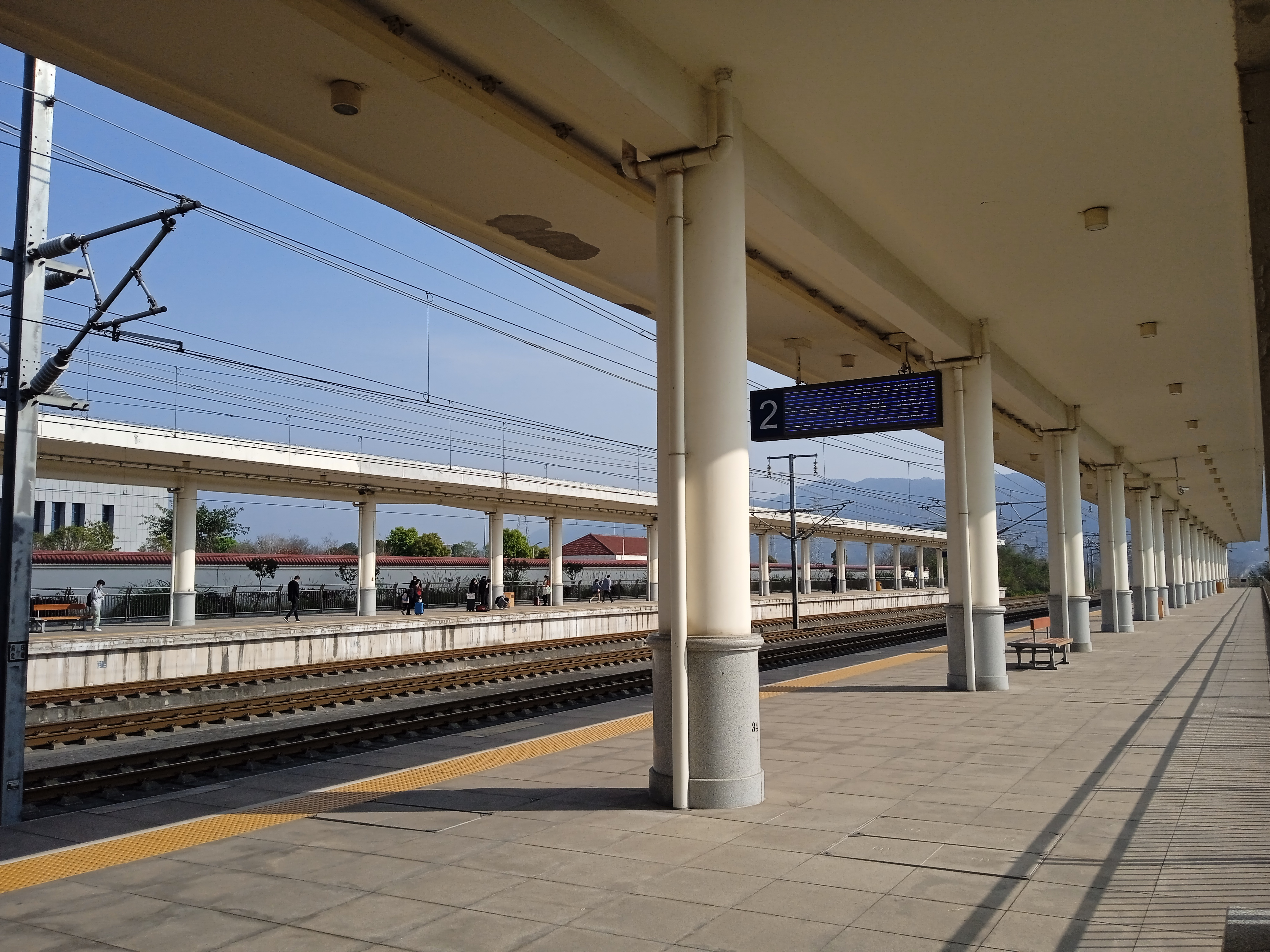
2站台

| 侧式站台 |                                     |
| 1站台    | 成渝客运专线 往重庆方向（沙坪坝站） |
| 正线     | 成渝客运专线下行列车通过线          |
| 正线     | 成渝客运专线上行列车通过线          |
| 2站台    | 成渝客运专线 往成都方向（永川东站） |
| 侧式站台 |                                     |

- 1站台
- 2站台

## 車站周邊
- 廖家新祠堂
- 云巴成渝高铁站